# Encrypted Media Extensions
Pour les articles homonymes, voir EME.
Encrypted Media Extensions (EME) est une spécification qui définit un canal d'échange entre un navigateur web et un logiciel de gestion des restrictions numériques. Elle a été faite par le W3C. Cela permet de lire des contenus cadenassés par DRM en utilisant un module complémentaire moins lourd que Adobe Flash Player ou Microsoft Silverlight.

## Prise en charge

### Prise en charge par les clientsweb
- Firefox prend en charge EME[1], avec Adobe Primetime (entre 2015 et 2017)[2],[3] et Google Widevine depuis 2016[4]
- Safari depuis au moins OS X Yosemite[5]
- Microsoft Edge depuis le 27 octobre 2015[6]
- Android proposerait EME depuis sa version 4.3[7]
- Internet Explorer 11[8]

### Exemples d'utilisation par les servicesweb
- Netflix utilise EME depuis 2013[9]
- Youtube protège certaines vidéos avec EME depuis 2018[10]

## Critiques
La Free Software Foundation y a été opposée radicalement depuis le début et a condamné la gestion par Firefox. L'April a tenu la même position.
L'EFF a proposé un compromis pour épargner les chercheurs et chercheuses qui a été refusé et l'a poussé à quitter le W3C. Cette proposition de compromis n'a pas plu à une partie des personnes contre les DRM.
L'adoption du standard EME par les géants du Web rend quasiment impossible de développer un navigateur open-source.